# Concacaf
La Confederación de Norteamérica, Centroamérica y el Caribe de Fútbol (Confederation of North, Central American and Caribbean Association Football en inglés; Confédération de football d'Amérique du Nord, d'Amérique centrale et des Caraïbes en francés; Confederatie van Noord-Amerikaanse, Midden-Amerikaanse en Caraïbische Voetbal en neerlandés), más conocida como Concacaf, es la confederación de asociaciones nacionales de fútbol en América del Norte, América Central y las islas del Caribe (aunque también está integrada por las naciones sudamericanas de Guyana y Surinam, y el departamento de ultramar francés de Guayana Francesa, también de América del Sur).
Es una de las seis confederaciones pertenecientes a la FIFA. Fue fundada en la Ciudad de México el 21 de septiembre de 1961 por la fusión de la NAFC y el CCCF. Sus funciones administrativas principales son la organización de competiciones de equipos nacionales y clubes, y para llevar a cabo torneos de clasificación para el Mundial. Su sede actual está ubicada en Miami, Estados Unidos.

## Historia

### Sus inicios
Conocida como Confederación de Asociaciones Nacionales de Fútbol de América del Norte, América Central, las Islas del Caribe, su fundación ocurrió en México el 18 de septiembre de 1961, a partir de la fusión de la Confederación de Fútbol de Centroamérica y el Caribe (CCCF) y la Confederación Norteamericana de Fútbol (NAFC). Consta de tres subregiones: Norteamérica (3 asociaciones miembro bajo la entidad regional) Unión de Fútbol de Norteamérica (NAFU), que no está funcionando), Centroamérica (7 asociaciones miembro de la entidad regional Unión Centroamericana de Fútbol - UNCAF) y el Caribe (31 asociaciones miembro de la entidad regional Caribbean Football Union - CFU).
En el Congreso Ordinario de Concacaf celebrado en 2013, en Ciudad de Panamá, Panamá, cinco Asociaciones Nacionales que anteriormente tenían la condición de Miembro Asociado — Guayana Francesa, Guadalupe, Martinica, Saint-Martin y Sint Maarten — se convirtieron en miembros de pleno derecho. En el Congreso Ordinario de Concacaf celebrado en Brasil en 2014, la isla de Bonaire fue aceptada por el congreso como Miembro Asociado.

### Caso de corrupción de 2015
El caso de corrupción de la FIFA de 2015 saltó el 27 de mayo de 2015 cuando algunos directivos de la Concacaf y varios representantes de FIFA fueron apresados en Suiza por autoridades locales y del FBI de los Estados Unidos como parte de una investigación que ese país norteamericano está siguiendo por supuesta corrupción en la FIFA. También hubo un registro en las oficinas de la Concacaf en Miami, Florida, como parte del caso. De acuerdo a la fiscal general de los Estados Unidos, Loretta Lynch, los ejecutivos habrían recibido sobornos para influenciar el resultado de la sede de la Copa Mundial de Fútbol de 2010 que se celebró en Sudáfrica. Las autoridades estadounidenses están solicitando la extradición de los ejecutivos de FIFA a los Estados Unidos. Los acusados incluyen estas tres mayores figuras de la Concacaf:
- Jeffrey Webb: vicepresidente de FIFA y presidente de Concacaf. Habría utilizado su puesto para solicitar sobornos por parte de ejecutivos de empresas dedicadas al mercadeo deportivo.
- Costas Takkas: presidente adjunto de Concacaf. Originario de Islas Caimán, según un comunicado del departamento de Justicia estadounidense.[3]
- Jack Warner: expresidente de Concacaf.[2]

### Expansión deportiva
Para 2018, la Concacaf cambió su imagen, modificó su logo y además anunció la incorporación de su Liga de las Naciones (en inglés, Concacaf Nations League), acompasando sus torneos a los que organiza la UEFA.

## Miembros asociados

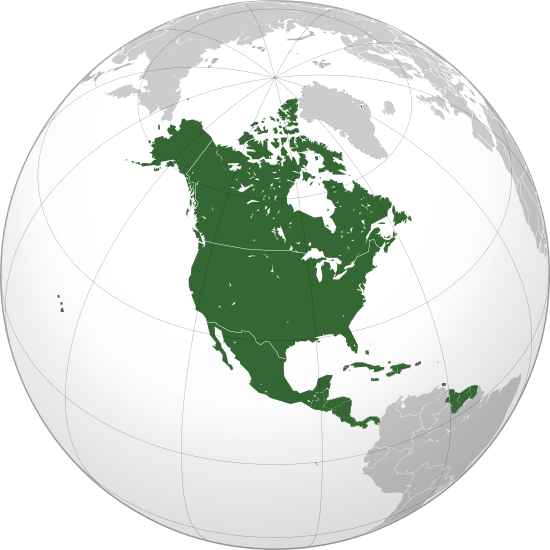
Países afiliados a la Concacaf.

Mapa de las confederaciones asociadas a la FIFA.

Son 41 las asociaciones nacionales de fútbol que pertenecen a la Concacaf distribuidas en federaciones subordinadas a la primera. Todas las naciones soberanas de América del Norte, Central y Caribe están afiliadas a la Concacaf, así como numerosos territorios dependientes.
Tres territorios de Sudamérica también forman parte de esta confederación: Guyana, Surinam y Guayana Francesa. Solo dos territorios de América del Norte (Groenlandia y San Pedro y Miquelón) y tres del Caribe (San Bartolomé, Saba y San Eustaquio) no están afiliados a la Concacaf.
| Selección                            | Federación                                                 | Fundación | Ingreso Concacaf | Ingreso FIFA | Selecciones |
| ------------------------------------ | ---------------------------------------------------------- | --------- | ---------------- | ------------ | ----------- |
| Zona Norteamericana (NAFU)           |                                                            |           |                  |              |             |
| Canadá                               | Asociación Canadiense de Fútbol                            | 1912      | 1961             | 1913         | M, F        |
| Estados Unidos                       | Federación de Fútbol de los Estados Unidos                 | 1913      | 1961             | 1914         | M, F        |
| México                               | Federación Mexicana de Fútbol Asociación                   | 1922      | 1961             | 1927         | M, F        |
| Zona Centroamericana (Uncaf)         |                                                            |           |                  |              |             |
| Belice                               | Federación de Fútbol de Belice                             | 1980      | 1986             | 1986         | M, F        |
| Costa Rica                           | Federación Costarricense de Fútbol                         | 1921      | 1961             | 1927         | M, F        |
| El Salvador                          | Federación Salvadoreña de Fútbol                           | 1935      | 1961             | 1938         | M, F        |
| Guatemala                            | Federación Nacional de Fútbol de Guatemala                 | 1919      | 1961             | 1946         | M, F        |
| Honduras                             | Federación Nacional Autónoma de Fútbol de Honduras         | 1951      | 1961             | 1951         | M, F        |
| Nicaragua                            | Federación Nicaragüense de Fútbol                          | 1931      | 1961             | 1950         | M, F        |
| Panamá                               | Federación Panameña de Fútbol                              | 1937      | 1961             | 1938         | M, F        |
| Zona Caribeña (CFU)                  |                                                            |           |                  |              |             |
| Anguila                              | Asociación de Fútbol de Anguila                            | 1990      | 1994             | 1996         | M, F        |
| Antigua y Barbuda                    | Asociación de Fútbol de Antigua y Barbuda                  | 1928      | 1996             | 1972         | M, F        |
| Aruba                                | Federación de Fútbol de Aruba                              | 1932      | 1986             | 1988         | M, F        |
| Bahamas                              | Asociación de Fútbol de las Bahamas                        | 1967      | 1981             | 1968         | M, F        |
| Barbados                             | Asociación de Fútbol de Barbados                           | 1910      | 1967             | 1968         | M, F        |
| Bermudas1                            | Asociación de Fútbol de Bermudas                           | 1928      | 1967             | 1962         | M, F        |
| Bonaire3                             | Federación de Fútbol de Bonaire                            | 1960      | 1961             | -            | M, F        |
| Cuba                                 | Asociación de Fútbol de Cuba                               | 1924      | 1961             | 1929         | M, F        |
| Curazao                              | Federación de Fútbol de Curazao                            | 2010      | 1961             | 2010         | M, F        |
| Dominica                             | Federación de Fútbol de Dominica                           | 1970      | 1994             | 1994         | M, F        |
| Granada                              | Asociación de Fútbol de Granada                            | 1924      | 1978             | 1978         | M, F        |
| Guadalupe4                           | Liga Guadalupense de Fútbol - FFF                          | 1958      | 2013             | -            | M, F        |
| Guyana2                              | Federación de Fútbol de Guyana                             | 1902      | 1961             | 1970         | M, F        |
| Guayana Francesa2, 3, 4              | Liga de Fútbol de la Guayana Francesa- FFF                 | 1962      | 2013             | -            | M, F        |
| Haití                                | Federación Haitiana de Fútbol                              | 1904      | 1961             | 1934         | M, F        |
| Islas Caimán                         | Federación de Fútbol de las Islas Caimán                   | 1966      | 1990             | 1992         | M, F        |
| Islas Turcas y Caicos                | Asociación de Fútbol de las Islas Turcas y Caicos          | 1996      | 1996             | 1998         | M, F        |
| Islas Vírgenes Británicas            | Asociación de Fútbol de las Islas Vírgenes Británicas      | 1974      | 1996             | 1996         | M, F        |
| Islas Vírgenes de los Estados Unidos | Federación de Fútbol de las Islas Vírgenes Estadounidenses | 1992      | 1987             | 1998         | M, F        |
| Jamaica                              | Federación de Fútbol de Jamaica                            | 1910      | 1963             | 1962         | M, F        |
| Martinica4                           | Liga de Fútbol de Martinica- FFF                           | 1953      | 2013             | -            | M, F        |
| Montserrat                           | Asociación de Fútbol de Montserrat                         | 1994      | 1996             | 1996         | M, F        |
| Puerto Rico                          | Federación Puertorriqueña de Fútbol                        | 1940      | 1964             | 1960         | M, F        |
| República Dominicana                 | Federación Dominicana de Fútbol                            | 1953      | 1964             | 1958         | M, F        |
| Saint-Martin4                        | Comité de Fútbol de Saint-Martin- FFF                      | 1999      | 2013             | -            | M, F        |
| San Cristóbal y Nieves               | Asociación de Fútbol de San Cristóbal y Nieves             | 1932      | 1992             | 1992         | M, F        |
| San Vicente y las Granadinas         | Federación de Fútbol de San Vicente y las Granadinas       | 1979      | 1986             | 1988         | M, F        |
| Santa Lucía                          | Asociación de Fútbol de Santa Lucía                        | 1979      | 1986             | 1988         | M, F        |
| Sint Maarten3                        | Asociación de Fútbol de Sint Maarten                       | 1986      | 2013             | -            | M, F        |
| Surinam2                             | Federación de Fútbol de Surinam                            | 1920      | 1961             | 1929         | M, F        |
| Trinidad y Tobago2                   | Federación de Fútbol de Trinidad y Tobago                  | 1908      | 1964             | 1964         | M, F        |

1. Geográficamente en Norteamérica pero miembro de la CFU.
2. Geográficamente en Sudamérica pero miembro de la Concacaf y la CFU.
3. Afiliado a la Concacaf pero no a la FIFA.
4. Como territorios de ultramar de la República francesa, están bajo la tutela de la Federación Francesa de Futbol[5]

### Asociaciones de otra región que son miembros
| Selección        | Región          | Motivo |
| ---------------- | --------------- | --- |
| Guayana Francesa | América del Sur | La Guayana Francesa un departamento de ultramar de Francia, ubicado en América del Sur, debería estar afiliada a la Conmebol y no a la Concacaf. Pero la diferencia deportiva con las otras selecciones de América del Sur conllevó a que pertenezca a la Concacaf. Bajo la tutela de la FFF es miembro pleno de la Concacaf desde 1978. |
| Guyana           | América del Sur | A pesar de pertenecer geográficamente a América del Sur, Guyana optó por integrar la Concacaf. Eso se debe al nivel poco competitivo de su selección que no podría sostener el ritmo de competencia de la Conmebol. |
| Surinam          | América del Sur | La razón de que el país sudamericano se afiliara a la Concacaf está en las abismales diferencias de nivel entre esta selección y sus pares sudamericanos. Según el secretario general de la SVB, Ewald Gefferie: "En la Concacaf tiene dificultades para imponerse, pero en la Conmebol no tendría ninguna posibilidad (…) Basándonos en nuestro nivel de desarrollo, optamos por adherirnos a la Concacaf, donde existen países con diferentes niveles de juego. Hemos considerado igualmente la posibilidad de participar en las competiciones sudamericanas, pero debido a nuestra calidad de juego actual no nos pareció adecuado enfrentarnos a esos gigantes". |

## Autoridades

### Presidentes

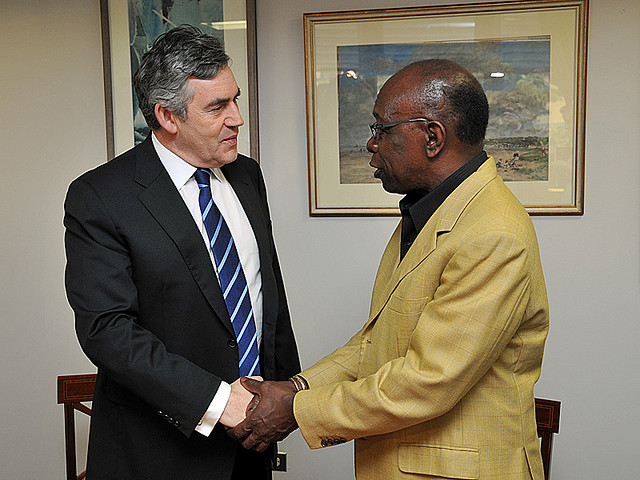
Austin Warner (derecha), presidente de la Concacaf desde 1990 hasta 2011.

|    | Nombre                 | País              | Período     |
| -- | ---------------------- | ----------------- | ----------- |
| 1. | Ramón Coll Jaumet      | Costa Rica        | 1961 - 1968 |
| 2. | Joaquín Soria Terrazas | México            | 1968 - 1990 |
| 3. | Austin Warner          | Trinidad y Tobago | 1990 - 2011 |
| 4. | Lisle Austin1          | Barbados          | 2011        |
| 5. | Alfredo Hawit1         | Honduras          | 2011 - 2012 |
| 6. | Jeffrey Webb           | Islas Caimán      | 2012 - 2015 |
| 7. | Alfredo Hawit1         | Honduras          | 2015 - 2016 |
| 8. | Victor Montagliani     | Canadá            | 2016 - Act. |

## Competiciones organizadas por la Concacaf

### Torneos de selecciones

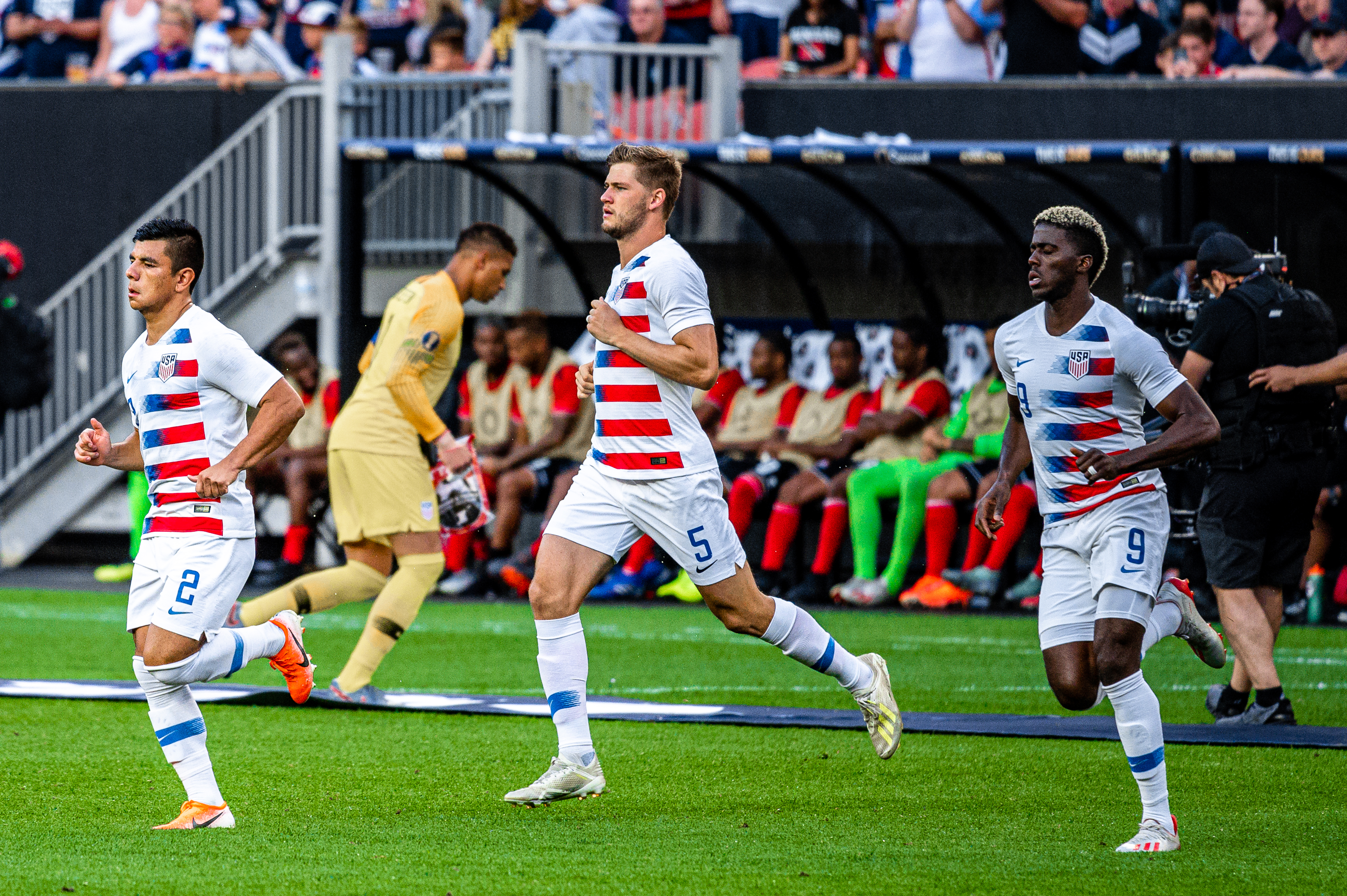
La Copa de Oro de la Concacaf 2019 tuvo la particularidad de ser coorganizada por tres países, hecho inédito en el certamen.

|                                        | Torneo                                          | Última edición               | Campeón vigente |
| -------------------------------------- | ----------------------------------------------- | ---------------------------- | --------------- |
| Selecciones absolutas                  |                                                 |                              |                 |
|                                        | Copa Oro de la Concacaf                         | Canadá y Estados Unidos 2025 | México          |
|                                        | Copa Oro Femenina de la Concacaf                | Estados Unidos 2024          | Estados Unidos  |
|                                        | Clasificación para la Copa Mundial de Fútbol    | Catar 2022                   | Canadá          |
|                                        | Campeonato Femenino de la Concacaf              | México 2022                  | Estados Unidos  |
|                                        | Preolímpico Femenino de Concacaf                | Estados Unidos 2020          | Estados Unidos  |
|                                        | Liga de Naciones de la Concacaf                 | Estados Unidos 2025          | México          |
| Selecciones juveniles                  |                                                 |                              |                 |
|                                        | Preolímpico de Concacaf                         | México 2021                  | México          |
|                                        | Campeonato Sub-20 de la Concacaf                | México 2024                  | México          |
|                                        | Campeonato Femenino Sub-20 de la Concacaf       | Costa Rica 2025              | Canadá          |
|                                        | Campeonato Sub-17 de la Concacaf                | Guatemala 2023               | México          |
|                                        | Campeonato Femenino Sub-17 de la Concacaf       | México 2024                  | Estados Unidos  |
|                                        | Campeonato Sub-15 de la Concacaf                | Costa Rica 2025              | México          |
|                                        | Campeonato Femenino Sub-15 de la Concacaf       | Costa Rica 2024              | Estados Unidos  |
| Fútbol sala                            |                                                 |                              |                 |
|                                        | Campeonato de Futsal de Concacaf                | Nicaragua 2024               | Panamá          |
| Fútbol playa                           |                                                 |                              |                 |
|                                        | Campeonato de Fútbol Playa de Concacaf          | Bahamas 2025                 | El Salvador     |
|                                        | Copa Centroamericana de Fútbol Playa            | El Salvador 2018             | El Salvador     |
| Torneos organizados con la ODEPA y CCS |                                                 |                              |                 |
|                                        | Torneo Panamericano de Fútbol Femenino*         | Santiago de Chile 2023       | México          |
|                                        | Torneo Panamericano de Fútbol Masculino sub-22* | Santiago de Chile 2023       | Brasil          |
|                                        | Juegos Centroamericanos y del Caribe sub-21*    | San Salvador 2023            | México          |
|                                        | Juegos Centroamericanos y del Caribe sub-20*    | San Salvador 2023            | México          |

*Participan selecciones de la Conmebol.

### Torneos de clubes
|                                                                         | Torneo                                    | Última edición      | Campeón vigente     |
| ----------------------------------------------------------------------- | ----------------------------------------- | ------------------- | ------------------- |
| Competiciones absolutas de clubes                                       |                                           |                     |                     |
|                                                                         | Copa de Campeones de la Concacaf          | Edición 2025        | Cruz Azul           |
|                                                                         | Copa de Campeones Femenina de la Concacaf | Edición 2024-25     | Gotham FC           |
| Competiciones absolutas de clubes organizadas con otras confederaciones |                                           |                     |                     |
|                                                                         | Copa Mundial de Clubes de la FIFA         | Estados Unidos 2025 | Chelsea             |
| Copa Intercontinental de la FIFA                                        | Catar 2024                                | Real Madrid         |                     |
| Copa Challenger de la FIFA                                              | Catar 2024                                | Pachuca             |                     |
| Derbi de las Américas de la FIFA                                        | Catar 2024                                | Pachuca             |                     |
| Competiciones regionales                                                |                                           |                     |                     |
|                                                                         | Leagues Cup                               | Edición 2024        | Columbus Crew       |
| Copa Centroamericana de Concacaf                                        | Edición 2024                              | Alajuelense         |                     |
|                                                                         | Summer Cup                                | Edición 2024        | Kansas City Current |
|                                                                         | Copa Interclubes de la Uncaf Femenino     | Edición 2025        | L. D. Alajuelense   |
|                                                                         | Copa Caribeña de Clubes Concacaf          | Edición 2024        | Cavalier            |
| CFU Club Shield                                                         | Curazao 2024                              | Arnett Gardens      |                     |
| Fútbol sala                                                             |                                           |                     |                     |
|                                                                         | Campeonato Futsal de Clubes               | Edición 2017        | Grupoline           |

### Torneos extintos de selecciones
| Torneo                              | Ediciones | Último campeón | Más campeonatos       |
| ----------------------------------- | --------- | -------------- | --------------------- |
| Campeonato Panamericano de Fútbol * | 3         | Argentina      | Brasil (2)            |
| Copa Centroamericana                | 14        | Honduras       | Costa Rica (8)        |
| Copa del Caribe                     | 19        | Curazao        | Trinidad y Tobago (8) |
| Copa de Naciones Norteamericana     | 4         | México         | México (3)            |
| Copa Concacaf                       | 1         | México         | México                |

 * Organizado en su totalidad por la CPF.

### Torneos extintos de clubes
| Torneo                                | Ediciones | Último campeón          | Más campeonatos        |
| ------------------------------------- | --------- | ----------------------- | ---------------------- |
| Recopa de la Concacaf                 | 4         | Estudiantes Tecos       | Récord compartido (1)  |
| Copa de Gigantes de la Concacaf       | 1         | Club América            | Club América (1)       |
| Copa Interclubes de la Uncaf          | 26        | F. C. Motagua           | Récord compartido (2)  |
| Torneo Centroamericano de la Concacaf | 18        | L. D. Alajuelense       | Deportivo Saprissa (5) |
| Torneo Grandes de Centroamérica       | 3         | Deportivo Saprissa      | Récord compartido (1)  |
| Copa Fraternidad Centroamericana      | 13        | C. S. D. Comunicaciones | Deportivo Saprissa (3) |
| Copa Interamericana                   | 18        | D.C. United             | Independiente (3)      |
| Liga Concacaf                         | 6         | C. D. Olimpia           | Olimpia (2)            |
| Liga de Campeones de la Concacaf U13  | 5         | Philadelphia Union      | Récord compartido (1)  |
| Campeonato de Clubes de la CFU        | 24        | Violette A. C.          | Récord compartido (2)  |

## Clasificación mundial de la FIFA
La clasificación mundial de la FIFA del 24 de octubre de 2024 muestra a las siguientes selecciones masculinas como las diez mejores de la Concacaf.
La clasificación mundial de la FIFA del 15 de diciembre de 2023 muestra a las siguientes selecciones femeninas como las diez mejores de la Concacaf.
| Pos. | V |                | Puntos |
| ---- | - | -------------- | ------ |
| 16.º | 1 | México         | 1640   |
| 18.º | 0 | Estados Unidos | 1630   |
| 35.º | 3 | Canadá         | 1507   |
| 39.º | 2 | Panamá         | 1493   |
| 50.º | 0 | Costa Rica     | 1465   |
| 61.º | 0 | Jamaica        | 1405   |
| 77.º | 0 | Honduras       | 1312   |
| 83.º | 3 | El Salvador    | 1297   |
| 86.º | 0 | Haití          | 1283   |
| 90.º | 2 | Curazao        | 1260   |

| Pos. | V | Selección         | Puntos |
| ---- | - | ----------------- | ------ |
| 2.º  | 1 | Estados Unidos    | 2045   |
| 10.º | 0 | Canadá            | 1948   |
| 35.º | 1 | México            | 1625   |
| 40.º | 3 | Jamaica           | 1550   |
| 43.º | 0 | Costa Rica        | 1542   |
| 51.º | 1 | Haití             | 1502   |
| 55.º | 0 | Panamá            | 1476   |
| 78.º | 3 | Trinidad y Tobago | 1294   |
| 80.º | 3 | Guatemala         | 1290   |
| 87.º | 2 | Guyana            | 1251   |

## Ranking Mundial de Clubes de la IFFHS
Se muestran los 10 mejores clubes de la región de acuerdo a la Federación Internacional de Historia y Estadística de Fútbol:
Actualizado al 13 de febrero de 2024.
| #     | Club               | Puntos |
| ----- | ------------------ | ------ |
| 97.º  | Club León          | 131.25 |
| 101.º | L. D. Alajuelense  | 128    |
| 104.º | Tigres UANL        | 126.25 |
| 134.º | Club América       | 109.25 |
| 141.º | Deportivo Saprissa | 105    |
| 147.º | C. F. Monterrey    | 103.25 |
| 152.º | Los Angeles FC     | 102.5  |
| 154.º | Real Estelí F. C.  | 102    |
| 187.º | Philadelphia Union | 89.5   |
| 227.º | CS Herediano       | 89     |

## Torneos nacionales

### Ligas nacionales

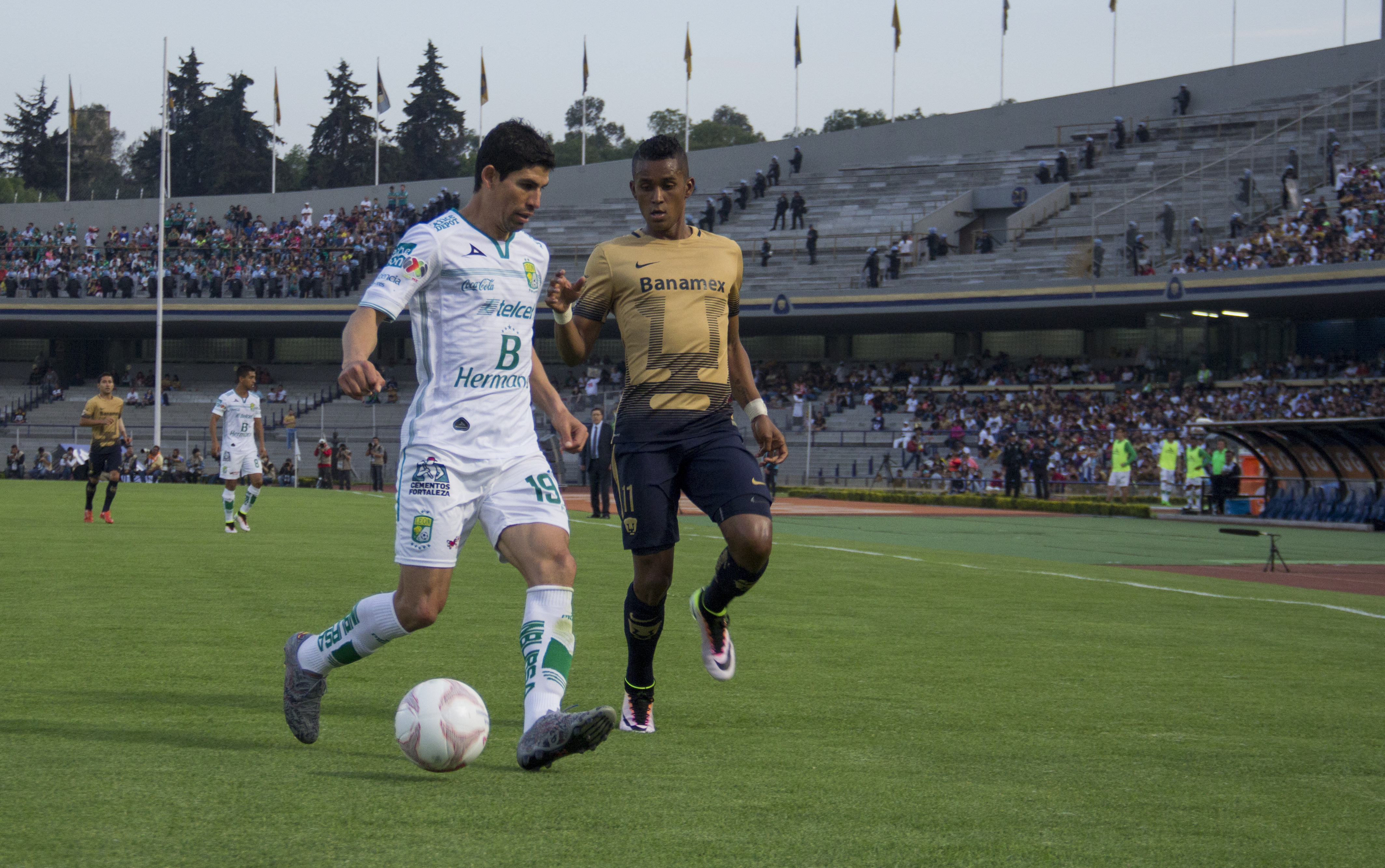
A pesar del crecimiento de la MLS, la Liga MX se mantiene como la principal liga de las asociaciones de la Concacaf.

| País                                 | Liga nacional                              | Campeón vigente               | Última edición   |
| ------------------------------------ | ------------------------------------------ | ----------------------------- | ---------------- |
| Canadá                               | Canadian Premier League                    | Cavalry FC                    | 2024             |
| Estados Unidos                       | Major League Soccer                        | Los Angeles Galaxy            | 2024             |
| México                               | Liga BBVA MX                               | Deportivo Toluca              | Clausura 2025    |
| Belice                               | Liga Premier de Belice                     | Verdes FC                     | Clausura 2025    |
| Guatemala                            | Liga Guate Banrural                        | Antigua GFC                   | Clausura 2025    |
| Honduras                             | Liga Hondubet                              | Club Olimpia Deportivo        | Clausura 2025    |
| Costa Rica                           | Liga Promerica                             | Herediano                     | Clausura 2025    |
| El Salvador                          | Liga INDES                                 | Alianza FC                    | Clausura 2025    |
| Nicaragua                            | FENIFUT Liga Primera                       | Managua FC                    | Clausura 2025    |
| Panamá                               | Liga LPF Tigo                              | CA Independiente              | Clausura 2024    |
| Anguila                              | A.F.A. Senior Male League                  | Doc's United FC               | 2023             |
| Antigua y Barbuda                    | Digicel/Red Stripe Premier Division        | All Saints United F.C.        | 2023-24          |
| Aruba                                | Meisterschaft A.V.B. Aruba Bank            | SV Racing Club Aruba          | 2022-23          |
| Bahamas                              | B.F.A. Senior League                       | Western Warriors Nassau       | 2022-23          |
| Barbados                             | Digicel Premier League                     | Weymouth Wales                | 2023             |
| Bermudas                             | Digicel Premier División                   | The Pembroke Hamilton         | 2022-23          |
| Bonaire                              | F.F.B. Divishon Honor                      | Real Rincón                   | 2022             |
| Cuba                                 | A.F.C. Liga Nacional                       | Holguín de Cienfuegos         | 2023             |
| Curazao                              | Ligue Maduro & Curiel's Bank 1st. Division | CRKSV Jong Holland            | 2022             |
| Dominica                             | D.F.A. Premier League                      | South East Rosseau            | 2020             |
| Granada                              | G.F.A. Premier League                      | Hurricanes Victoria           | 2021-22          |
| Guadalupe                            | L.G.F. Championnat de Football             | CS Moulien                    | 2022-23          |
| Guayana Francesa                     | L.F.G. Championnat de Football             | AS Etoile Matoury             | 2022-23          |
| Guyana                               | Stag Elite League                          | Guyana Defence Force          | 2023             |
| Haití                                | Digicel Championnat                        | Real Hope FA                  | Championnat 2024 |
| Islas Caimán                         | Foster's National League                   | Scholars International        | 2022-23          |
| Islas Turcas y Caicos                | WIV Premier League                         | SWA Sharks                    | 2022             |
| Islas Vírgenes Británicas            | BVIFA National Football League             | One Love United FC            | 2022-23          |
| Islas Vírgenes de los Estados Unidos | U.S.V.I.S.A. Club Championship             | New Vibes SC                  | 2022-23          |
| Jamaica                              | Red Stripe Premier League                  | Cavalier SC                   | 2023-24          |
| Martinica                            | Régionale 1 - Trophée Gérard Janvion       | Golden Lion Saint-Joseph      | 2022-23          |
| Montserrat                           | M.F.A. Championship                        | Royal Montserrat Police Force | 2016             |
| Puerto Rico                          | Liga P.R.F.A.                              | Metropolitan San Juan         | Clausura 2023    |
| República Dominicana                 | Liga de Fútbol F.D.F.                      | Cibao Fútbol Club             | 2024             |
| Saint Martin                         | Championnat de Football C.F.I.N.           | Junior Stars FC               | 2021-22          |
| San Cristóbal y Nieves               | National Bank Premier League               | Village Superstars F.C.       | 2023             |
| San Vicente y las Granadinas         | NLA First Division Club Championship       | Jebelle Kingstown             | 2022-23          |
| Santa Lucía                          | S.L.F.A. First Division                    | B1 FC                         | 2022             |
| Sint Maarten                         | S.M.S.A. Kampioenschap                     | Cultural Eagles Philipsburg   | 2022-23          |
| Surinam                              | S.V.B. Hoofdklasse                         | Robinhood Paramaribo          | 2023             |
| Trinidad y Tobago                    | Digicel Pro League                         | AC Port of Spain              | 2023-24          |

### Copas nacionales
| Copa                                           | Campeón actual                                            | Última edición       |
| ---------------------------------------------- | --------------------------------------------------------- | -------------------- |
| Voyageurs Cup                                  | Vancouver Whitecaps                                       | 2024                 |
| Lamar Hunt U.S. Open Cup                       | Los Angeles FC                                            | 2024                 |
| Copa MX                                        | Monterrey                                                 | 2019-20              |
| Copa Nacional                                  | L. D. Alajuelense                                         | 2024-25              |
| Copa Centenario                                | Cobán Imperial                                            | 2018-19              |
| FENAFUTH Copa Presidente                       | Platense de Puerto Cortés                                 | 2018                 |
| Copa Primera                                   | Diriangen                                                 | 2024                 |
| Copa INDES                                     | Santa Tecla                                               | 2018-19              |
| FEPAFUT Copa de Panamá                         | Potros del Este de Panamá                                 | 2018-19              |
| Cool & Smooth JOMA Caribbean KnockOut          | Bargain Motors Grenades                                   | 2022                 |
| Betico Croes Beker                             | Britannia Paradera                                        | 2023                 |
| B.F.A. President's Cup                         | Cavalier Nassau                                           | 2010-11              |
| B.F.A. Republic Cup                            | Weymouth Wales                                            | 2022                 |
| B.F.A. Cup Dudley Eve Trophy Friendship Trophy | North Village Rams Somerset Trojans The Pembroke Hamilton | 2022-23 2022 2022-23 |
| Kopa Maduro & Curiel's Bank Bonaire Day Cup    | Arriba Peru Kralendijk Vespo Rincón                       | 2022                 |
| Patrick John's Nations Cup                     | South East Rosseau                                        | 2022                 |
| Pure Grenada Cup 2022                          | St. Andrew Big Parish Stars                               | 2022                 |
| L.G.F. Coupe Région                            | Amical Marie-Galante                                      | 2021-22              |
| L.F.G. Coupe de Guyane de Football             | Etoile Matoury                                            | 2018-19              |
| G.F.F. Mayors Cup                              | Slingerz Leonora                                          | 2015                 |
| Super Huit                                     | America des Cayes                                         | 2014                 |
| C.I.F.A. Cup                                   | West Bay Scholars International                           | 2022                 |
| T.C.I.F.A. Cup                                 | Simon Wood Sharks                                         | 2023                 |
| B.V.I.F.A. President's Cup                     | Wolues Road Town                                          | 2023                 |
| Flow Champions Cup                             | —                                                         | 2019                 |
| Coupe de la Martinique                         | Franciscain Le François                                   | 2022-23              |
| Copa Dominicana de Fútbol                      | Cibao de Santiago                                         | 2016                 |
| S.K.N.F.A. Cup                                 | St. Paul's Basseterre                                     | 2023                 |
| S.L.F.A. Island Cup                            | Gros Islet F.C.                                           | 2023                 |
| Beker van Suriname                             | Inter Moengotapoe                                         | 2022-23              |
| T.T.F.A. Cup                                   | Plymouth Stokely Vale                                     | 2023                 |
| A.F.A. President's Cup                         | Kicks United                                              | 2018                 |

### Supercopas nacionales
| Copa                                          | Campeón actual        | Torneo más reciente |
| --------------------------------------------- | --------------------- | ------------------- |
| Campeón de Campeones                          | América               | 2023-24             |
| Campeón de Campeones Supercopa de El Salvador | Santa Tecla CD Águila | 2019 2024           |
| Copa Presidente de Surinam                    | Inter Moengotapoe     | 2019                |
| Super Copa de Costa Rica                      | C. S. Herediano       | 2024                |
| Supercopa de Honduras                         | Marathón              | 2019                |
| Charity Shield                                | W Connection          | 2018                |

### Recopas nacionales
| Copa            | Campeón actual    | Torneo más reciente |
| --------------- | ----------------- | ------------------- |
| Recopa Nacional | L. D. Alajuelense | 2024                |

### Copas de la Liga nacionales
| Copa            | Campeón actual | Torneo más reciente |
| --------------- | -------------- | ------------------- |
| Copa de la Liga | Central FC     | 2018                |
| Pro Bowl        | Defence Force  | 2017                |

### Ligas femeniles
| Liga                             | Campeón actual        | Torneo más reciente |
| -------------------------------- | --------------------- | ------------------- |
| National Women's Soccer League   | Orlando Pride         | 2024                |
| Liga MX Femenil                  | Pachuca               | Clausura 2025       |
| Liga de Fútbol Femenina          | Alajuelense           | Apertura 2024       |
| Liga de Fútbol Femenino          | Santa Fe              | Apertura 2024       |
| Liga Nacional de Fútbol Femenino | CSD Municipal Femenil | Apertura 2024       |
| Primera División Femenina        | Alianza Women         | Clausura 2024       |

## Asociaciones invitadas
Estas federaciones no están asociadas ni son miembros de la Concacaf, pero participaron de competencias organizadas por la misma. Esas asociaciones son Brasil, Colombia, Ecuador y Perú, pertenecientes a la Conmebol, Corea del Sur y Catar pertenecientes a la AFC y Sudáfrica perteneciente a la CAF.
| País          | Federación                               | Participación     | Selecciones | Edad     | Confederación |
| ------------- | ---------------------------------------- | ----------------- | ----------- | -------- | ------------- |
| Brasil        | Confederación Brasileña de Fútbol (CBF)  | 1996, 1998 y 2003 | M - F       | 111 años | Conmebol      |
| Colombia      | Federación Colombiana de Fútbol (FCF)    | 2000, 2003 y 2005 | M - F       | 100 años | Conmebol      |
| Corea del Sur | Asociación de Fútbol de Corea (KFA)      | 2000 y 2002       | M - F       | 97 años  | AFC           |
| Ecuador       | Federación Ecuatoriana de Fútbol (FEF)   | 2002              | M - F       | 100 años | Conmebol      |
| Perú          | Federación Peruana de Fútbol (FPF)       | 2000              | M - F       | 102 años | Conmebol      |
| Sudáfrica     | Asociación de Fútbol de Sudáfrica (SAFA) | 2005              | M - F       | 93 años  | CAF           |
| Catar         | Asociación de Fútbol de Catar (QFA)      | 2021 y 2023       | M           | 65 años  | AFC           |

## Estadísticas históricas

### Clasificación en cada Mundial por selección

#### Participaciones de selecciones masculinas
| Selección / Mundial          | 1930  | 1934  | 1938  | 1950  | 1954  | 1958  | 1962  | 1966  | 1970  | 1974  | 1978  | 1982  | 1986  | 1990  | 1994  | 1998 | 2002 | 2006  | 2010  | 2014  | 2018  | 2022  | 2026  | Total |
| ---------------------------- | ----- | ----- | ----- | ----- | ----- | ----- | ----- | ----- | ----- | ----- | ----- | ----- | ----- | ----- | ----- | ---- | ---- | ----- | ----- | ----- | ----- | ----- | ----- | ----- |
| México                       | IN    | No    | No-SP | Si    | Si    | Si    | Si    | Si    | Si-AN | No    | Si    | No    | Si-AN | DE    | Si    | Si   | Si   | Si    | Si    | Si-RP | Si    | Si    | Si-AN | 18    |
| Estados Unidos               | IN    | Si    | No-RE | Si    | No    | No    | No    | No    | No    | No    | No    | No    | No    | Si    | Si-AN | Si   | Si   | Si    | Si    | Si    | No    | Si    | Si-AN | 12    |
| Costa Rica                   | No-SP | No-SP | No-RE | No-SP | No-SP | No    | No    | No    | No    | No    | No    | No    | No    | Si    | No    | No   | Si   | Si    | No-RP | Si    | Si    | Si-RP |       | 6     |
| Honduras                     | No-SP | No-SP | No-SP | No-SP | No-SP | No-SP | No    | No    | No    | No    | No    | Si    | No    | No    | No    | No   | No   | No    | Si    | Si    | No-RP | No    |       | 3     |
| Canadá                       | No-SP | No-SP | No-SP | No-SP | No-SP | No    | No-SP | No-SP | No    | No    | No    | No    | Si    | No    | No    | No   | No   | No    | No    | No    | No    | Si    | Si-AN | 3     |
| El Salvador                  | No-SP | No-SP | No-RE | No-SP | No-SP | No-SP | No-SP | No-SP | Si    | No-SP | No-SP | Si    | No    | No    | No    | No   | No   | No    | No    | No    | No    | No    |       | 2     |
| Panamá                       | No-SP | No-SP | No-SP | No-SP | No-SP | No-SP | No-SP | No-SP | No-SP | No-SP | No    | No    | No    | No    | No    | No   | No   | No    | No    | No    | Si    | No    |       | 1     |
| Trinidad y Tobago            | No-SP | No-SP | No-SP | No-SP | No-SP | No-SP | No-SP | No    | No    | No    | No    | No    | No    | No    | No    | No   | No   | Si-RP | No    | No    | No    | No    |       | 1     |
| Jamaica                      | No-SP | No-SP | No-SP | No-SP | No-SP | No-SP | No-SP | No    | No    | No-RE | No    | No-SP | No-RE | No    | No    | Si   | No   | No    | No    | No    | No    | No    |       | 1     |
| Haití                        | No-SP | No    | No-SP | No-SP | No    | No-SP | No-SP | No-SP | No    | Si    | No    | No    | No    | No-SP | No    | No   | No   | No    | No    | No    | No    | No    |       | 1     |
| Cuba                         | No-SP | No    | Si    | No-SP | No-SP | No-SP | No    | No    | No    | No    | No    | No    | No    | No    | No    | No   | No   | No    | No    | No    | No    | No    | No    | 1     |
| Clasificados / Cupos Mundial | 2/13  | 1/16  | 1/15  | 2/13  | 1/16  | 1/16  | 1/16  | 1/16  | 2/16  | 1/16  | 1/16  | 2/24  | 2/24  | 2/24  | 2/24  | 3/32 | 3/32 | 4/32  | 3/32  | 4/32  | 3/32  | 4/32  | 3/48  |       |

| Simbología                                                                  |                                                                         | |
| Cupos de Clasificatorias                                                    | Cupos Especiales                                                        | Cupos Anulados                                                                                                 |
| Si: Clasificación exitosa No: Clasificación fallida RP: Cupo para repechaje | AN: Cupo para anfitrión del Mundial IN: Invitado (solo en Uruguay 1930) | SP: Sin participación en clasificatorias RE: Retirado de la competencia DE: Descalificado de la clasificatoria |

#### Clasificados por selección
| País              | Part. | Mundiales                                                                                                   |
| ----------------- | ----- | --- |
| México            | 18    | 1930, 1950, 1954, 1958, 1962, 1966, 1970, 1978, 1986, 1994, 1998, 2002, 2006, 2010, 2014, 2018, 2022 y 2026 |
| Estados Unidos    | 12    | 1930, 1934, 1950, 1990, 1994, 1998, 2002, 2006, 2010, 2014, 2022 y 2026                                     |
| Costa Rica        | 6     | 1990, 2002, 2006, 2014, 2018 y 2022.                                                                        |
| Honduras          | 3     | 1982, 2010 y 2014.                                                                                          |
| Canadá            | 3     | 1986, 2022 y 2026                                                                                           |
| El Salvador       | 2     | 1970 y 1982.                                                                                                |
| Cuba              | 1     | 1938. |
| Haití             | 1     | 1974. |
| Jamaica           | 1     | 1998. |
| Trinidad y Tobago | 1     | 2006. |
| Panamá            | 1     | 2018. |

Actualizado hasta la última Copa Mundial de Fútbol de 2022.

#### Participaciones de selecciones femeninas
| Selección / Mundial          | 1991  | 1995  | 1999  | 2003  | 2007 | 2011  | 2015  | 2019 | 2023  | Total |
| ---------------------------- | ----- | ----- | ----- | ----- | ---- | ----- | ----- | ---- | ----- | ----- |
| Canadá                       | No    | Sí    | Sí    | Sí    | Sí   | Sí    | Sí-AN | Sí   | Sí    | 8     |
| Estados Unidos               | Sí    | Sí    | Sí-AN | Sí-AN | Sí   | Sí-RP | Sí    | Sí   | Sí    | 9     |
| México                       | No    | No    | Sí    | No    | No   | Sí    | Sí    | No   | No    | 3     |
| Costa Rica                   | No    | No    | No    | No    | No   | No    | Sí    | No   | Sí    | 2     |
| Jamaica                      | No    | No    | No    | No    | No   | No    | No    | Sí   | Sí    | 2     |
| Haití                        | No    | No-SP | No    | No    | No   | No    | No    | No   | Sí-RP | 1     |
| Panamá                       | No-SP | No-SP | No-SP | No    | No   | No    | No    | No   | Sí-RP | 1     |
| Clasificados / Cupos Mundial | 1/12  | 2/12  | 3/16  | 2/16  | 2/16 | 3/16  | 4/24  | 3/24 | 6/32  | -     |

| Simbología                                                                  |                                                                         | |
| Cupos de Clasificatorias                                                    | Cupos Especiales                                                        | Cupos Anulados                                                                                                 |
| Si: Clasificación exitosa No: Clasificación fallida RP: Cupo para repechaje | AN: Cupo para anfitrión del Mundial IN: Invitado (solo en Uruguay 1930) | SP: Sin participación en clasificatorias RE: Retirado de la competencia DE: Descalificado de la clasificatoria |

### Datos históricos
- El mejor resultado de un equipo de la Concacaf en la fase final de una Copa Mundial fue de la selección de Estados Unidos en la edición de 1930 en Uruguay, al ubicarse en semifinales al igual que Yugoslavia, debido a que en esa edición de la Copa del Mundo no se jugó un partido para definir tercer lugar. Fue muy discutida la trayectoria de los Estados Unidos en la Copa Mundial de 1930, debido a que el plantel que participó estaba compuesto mayoritariamente por jugadores escoceses. Considerando la actuaciones de conjuntos de la zona, a partir de la fundación del organismo en 1961, las mejores actuaciones serían las de México en México 1970 y México 1986, así como Estados Unidos en Corea-Japón 2002 y Costa Rica en Brasil 2014, todos alcanzando la ronda de cuartos de final.

- México, a nivel de selecciones absolutas en la rama masculina, es el único país miembro de Concacaf en haber ganado un título oficial mayor de la FIFA (hombres): la Copa FIFA Confederaciones en 1999. Estados Unidos obtuvo el subcampeonato en la Copa Confederaciones 2009.

- Igualmente México es el único país de la zona con títulos oficiales de FIFA en categorías menores, con los triunfos en la Copa Mundial de Fútbol Sub-17 en el 2005 y 2011 y una medalla de oro del Torneo Olímpico de fútbol en Londres 2012. Además de haber alcanzado el subcampeonato en la Copa Mundial de Fútbol Sub-17 de 2013, en la Copa Mundial de Fútbol Sub-17 de 2019 y la Copa Mundial de Fútbol Juvenil de 1977 y un tercer lugar en la Copa Mundial de Fútbol Sub-20 de 2011.

- La selección femenina de fútbol de los Estados Unidos es la que mejores resultados ha obtenido ganando en cuatro ocasiones la Copa Mundial Femenina de Fútbol y cuatro oros olímpicos en el 1996, 2004, 2008, 2012 y 2024, en cuanto en la Concacaf, 9 Copas de Oro (3 Copas y 6 campeonatos femeninos).

- En la rama femenina de menores, Estados Unidos es la máxima ganadora de torneos oficiales de la Concacaf y de la FIFA; En FIFA, tres Copa Mundial Femenina de Fútbol Sub-20. En Concacaf, seis campeonatos sub-17, y siete campeonatos sub-20.

- A nivel de Concacaf, solo dos países han sido sedes de Mundiales de categoría mayor: México en dos ocasiones (1970 y 1986) y los Estados Unidos (1994).

### Otras confederaciones en el mundo
- CAF
- CONMEBOL
- OFC
- AFC
- UEFA